# Eustazy
Eustazy, Eustazjusz – imię męskie pochodzenia greckiego, którego pierwszym członem jest eu- ("dobrze"), a drugim – stás(is) ("staranie, trwanie, wytrwałość").  
Żeńskim odpowiednikiem jest Eustazja.
Eustazy, Eustazjusz imieniny obchodzi 16 lipca i 29 marca.
Znane osoby noszące imię Eustazy, Eustazjusz:
- Święty Eustazjusz – opat z Luxeuil (wspomnienie 2 kwietnia)
- Eustazy Borkowski

Zobacz też:
- Eustachy
- Eustacjusz